# HMS Harvester (H19)
«Гарвестер» (H19) (англ. HMS Harvester (H19) — військовий корабель, ескадрений міноносець типу «H» Королівського військово-морського флоту Великої Британії за часів Другої світової війни.
«Гарвестер» був закладений 3 червня 1938 року на верфі компанії J. Samuel White, Коуз на замовлення Бразильських ВМС. 5 вересня 1939 року проданий уряду Великої Британії та 23 травня 1940 року увійшов до складу Королівських ВМС Великої Британії.